# 1. Salzburger SK 1919
Der 1. Salzburger SK 1919 ist ein Fußballverein aus der Stadt Salzburg und nach dem SAK 1914 der zweitälteste heute noch bestehende Fußballverein in Salzburg.

## Geschichte

### Bis 1945
Der Verein wurde Ende März 1919 vom ehemaligen Viennaspieler Hans Dobesch gegründet. Damit ist der SSK einer von zwei Fußballvereinen, die bereits vor der Gründung des Salzburger Fußballverbands bestanden. Dobesch war auch der erste Obmann des Vereins. Das erste Spiel fand am 13. Juni 1919 auf dem Hellbrunner Sportplatz gegen eine Welser Militärmannschaft statt. Das Spiel ging 3:6 verloren. Der Verein schloss sich aber dem oberösterreichischen Verband an, da es in Salzburg keine Liga gab. 1921 beschloss der Salzburger Verband eine eigene Liga, an der von jetzt an auch der SSK teilnahm. 1923 endete die große Zeit des Vereines, da viele Spieler abwanderten. Erst 1932 konnte wieder an der oberösterreichisch-salzburgischen Liga teilgenommen werden. Der Verein musste mehrmals innerhalb der Stadt übersiedeln, da er auf seiner alten Wirkungsstätte gekündigt wurde.
In der Zeit der deutschen Besatzung nahm der Verein an der Salzach-Chiemgau-Meisterschaft als Fußballgemeinschaft Salzburg teil, der Verein entstand aus dem Zusammenschluss mit Austria Salzburg und dem Salzburger AK 1914 im April 1943 und bestand bis Kriegsende 1945.

### Nach 1945
Unmittelbar nach Ende des Krieges wurde der Spielbetrieb wieder aufgenommen. Das erste Fußballspiel nach dem Krieg bestritten sie am 1. August 1945 gegen Austria Salzburg, das Spiel konnten sie gewinnen. 1947 wurde in der Bayerhammerstraße in Eigenleistung ein neuer Fußballplatz errichtet. In die Saison 1947/48 fällt auch der größte Erfolg des Vereines, das Erreichen des Halbfinales im österreichischen Cup, wo man am 27. Juni 1948 mit 15:0 am FK Austria Wien scheiterte. Der Verein fusionierte 1948 mit dem Eisenbahner Sportclub in Gnigl, da in diesem Jahr bereits der Platz in der Bayerhammerstraße verlassen werden musste. Der neue Vereinsname war ab sofort ESV-1.SSK 1919.
Im Laufe der Zeit war der Verein mehr oder weniger erfolgreich. Den Höhepunkt der Vereinsgeschichte bildete die Teilnahme an der Regionalliga von 1967 bis 1969, die damals die zweithöchste österreichische Fußballliga bildete. 1971 gelang nochmals der Aufstieg, aber die Klasse konnte nicht gehalten werden. Nach dem Abstieg aus der Regionalliga war das Vereinsgeschehen wieder durch ein dauerndes Auf und Ab gekennzeichnet. Anfang der 1990er Jahre konnte nochmals der Aufstieg in die 1. Landesliga erreicht werden, dann aber folgte der sportliche Absturz. Da 2003 der Platz in Gnigl verlassen werden musste, bildete sich eine Spielgemeinschaft mit Amateur-Sportverein Blau-Weiß Salzburg, seither spielt der Verein unter dem Namen 1.SSK 1919/Blau - Weiß Salzburg auf dem Blau - Weiß - Platz im Salzburger Stadtteil Liefering. Der Verein übernahm den Platz des SSK in der 1. Klasse Nord, stieg aber im selben Jahr ab und spielt seitdem in der 2. Klasse Nord A, der vorletzten Klasse im Salzburger Fußball.
Zum 95-jährigen Jubiläum des 1. SSK ist es der SG SSK/BLAU-WEISS unter der sportlichen Leitung von Sektionsleiter Walter Junger und Trainer Thomas Bernhard gelungen den Meistertitel der 2. Klasse Nord A zu erringen.
Ein weiterer Erfolg ist der Vereinsführung in Zusammenarbeit mit dem ASKÖ und der Stadt Salzburg gelungen; dem 1. SSK 1919 steht der Gnigler Fußballplatz ab dem 1. Juli 2014 wieder zur alleinigen Benutzung zur Verfügung und so steht der Rückkehr der Kampfmannschaft nach Gnigl " nur mehr " eine Generalsanierung des Fußballplatzes im Weg.

## Titel
- 3× Salzburger Landesmeister: 1921, 1922, 1923
- 3× Salzburger Landespokalsieger: 1926, 1928, 1947
- Meister 1. Klasse Nord: 1966 (4. Spielstufe)
- 2× Meister Landesliga: 1967, 1971 (3. Spielstufe)
- Meister 1. Klasse Nord: 1976 (6. Spielstufe)
- Meister 2. Landesliga Nord: 1992 (5. Spielstufe)
- Meister 2. Klasse Nord A: 2014 (8. Spielstufe)

## Erfolge
- 3. Rang Liga Oberösterreich-Salzburg: 1921
- 9× Salzburger Vize-Landesmeister: 1924, 1925, 1926, 1927, 1928, 1930, 1932, 1936, 1946
- 3× Salzburger Landespokalfinalist: 1927, 1929, 1936
- 1× Semifinale ÖFB - Cup 1948[1][4]